# Enzo Pietropaoli
Enzo Pietropaoli (Genova, 29 settembre 1955) è un contrabbassista italiano, strumentista attivo nel repertorio classico e nella musica jazz.

## Biografia
Dal 1961 vive a Roma dove debutta professionalmente con il “Trio di Roma” (Danilo Rea e Roberto Gatto) nel 1975.
Nel 1997 dà vita, con Danilo Rea e Fabrizio Sferra ai Doctor 3, un trio jazz che calca i più importanti palcoscenici del jazz italiani. La loro prima incisione The Tales of Doctor 3 viene premiato miglior disco di jazz italiano nel 1998, mentre il successivo The songs remain the same vince il titolo di miglior disco jazz di Musica&Dischi nel 1999.
Nel corso della sua ultra quarantennale carriera si è esibito in Europa, Nord e Sudamerica, Asia e Africa suonando con i più grandi strumentisti fra i quali si ricordano Chet Baker, Lester Bowie, Enrico Rava, Woody Shaw, Michael Brecker, Steve Grossman, Lee Konitz, Archie Shepp, Phil Woods, Richard Galliano, Enrico Pieranunzi, Norma Wynstone, John Abercrombie, Pat Metheny, John Scofield, Kenny Clarke, Billy Cobham, Paolo Fresu e molti altri.

## Discografia

### Discografia come leader
- 1989 - Orange park
- 1992 - To ...
- 1995 - Stolen songs
- 2000 - Urban waltz
- 2008 - Nota di basso
- 2011 - Yatra (Jando Music)
- 2013 - Yatra vol.2 (Jando Music)

### Discografia come co-leader
- 1987 Lingomania -Grr...Expanders - Gala
- 1989 Lingomania - Camminando - Gala
- 1989 Søndergaard / Pieranunzi / Pietropaoli / Jørgensen - Just Friends Right Tone
- 1990 Malaguti / Pietropaoli / Sferra - Something - Nueva
- 1994 Rava / Galliano / Marcotulli / Pietropaoli - Chanson- Gala
- 1994 Rava / Pieranunzi / Pietropaoli / Gatto - Bella - Philology
- 1996 Mirabassi / Lena/ Coscia/ Pietropaoli -Come una volta - Egea Records
- 1998 Doctor 3 - The Tales Of Doctor 3 - VVJ
- 1999 Doctor 3 - The Songs Reamain The Same - VVJ
- 2001 Doctor 3 - Bambini Forever - VVJ
- 2001 Doctor 3 -Live And More (alleg. num. Dic.“Musica Jazz”) - VVJ
- 2003 Doctor 3 - Winter Tales - VVJ
- 2005 DeVito-Rea-Pietropaoli - So Right - CAM
- 2007 Doctor 3 - Blue - VVJ
- 2007 Doctor 3 -Jazz Italiano Live “Progetto Sgt.Pepper” - L'Espresso
- 2008 Doctor 3 - Jazz Italiano Live “Le Canzoni Del ‘68” - L'Espresso
- 2013 Pietropaoli - Lena - Sigurtà - La Notte Fonè

### Discografia come sideman
- 1978 - Roberto Ciotti - Super Gasoline Blues - Cramps
- 1982 - Rita Marcotulli - Quartetto Summer - Belati Rec.
- 1982 - Various Artist -European Young Jazz Artist - E.Y.J.A.
- 1982 - Ronnie Cuber/Enrico Pieranunzi - Inconsequence - Dire
- 1982 - Curtis Fuller - Curtis Fuller Meets Roma Jazz Trio - Timeless
- 1983 - Bob Berg Quartet- Steppin' (Live in Europe) - Red Records
- 1983 - Enrico Pieranunzi Trio + Massimo Urbani - Autumn Song

(Live In Berlin Philharmonik) Enja
- 1984 - Tankio Band -Tankio Band- Splasc(h)
- 1985 - Manuel De Sica Big Band - Con Alma - Dire
- 1986 - Space Jazz Trio- Space Jazz Trio Vol. 1- Y.V.P.
- 1986 - Rita Marcotulli / Pietro Tonolo Quartet -Un'AltraGalassia -Fonit Cetra
- 1986 - Roberto Gatto - Notes (featuring Michael Brecker) - Gala
- 1987 - Roberto Gatto -Ask (featuring John Scofield) - Gala
- 1987 - Lanfranco Malaguti - Sound Investigation- Splasc(h)
- 1988 - Space Jazz Trio - Meridies - Gala
- 1988 - Chet Baker + Space Jazz Trio - Little Girl Blue- Philology
- 1988 - Umberto Fiorentino - Inside Colors - Gala
- 1988 - Lee Konitz + Space Jazz Trio - Blew - Philology
- 1988 - Phil Woods + Space Jazz Trio - Phil's Mood - Philology
- 1988 - Phil Woods + Big Bang - Embraceable You - Philology
- 1988 - Space Jazz Trio - Space Jazz Trio Vol. 2 - Y.V.P.
- 1989 - Lanfranco Malaguti - Synthetismos - Splasc(h)
- 1989 - Chet Baker -Chet On Poetry - BMG Ariola
- 1990 - Maria Pia De Vito -Hit The Beast! - Phrases
- 1990 - Guitar Madness- Guitar Madness- New Sound Planet
- 1991 - Lanfranco Malaguti - Azzurro - United Project
- 1991 - Enrico Pieranunzi Trio -Triologues- Y.V.P.
- 1992 - Stefano D'Anna Trio - Leapin' In- Splasc(h)
- 1992 - Roberto Gatto Trio -Jungle Three- Gala
- 1992 - Lanfranco Malaguti -Campogrande- Sentemo
- 1992 - Phil Woods & Space Jazz Trio - Live At Corridonia - Philology
- 1993 - Lanfranco Malaguti -Inside Meaning - Splasc(h)
- 1993 - Gegè Telesforo -Gegè And The Boparazzi

(featuring Clark Terry, John Hendrix, Bob Berg) - Go Jazz
- 1994 - Enrico Pieranunzi Trio -Live In Castelnuovo- Siena Jazz Records
- 1994 - Roberto Gatto Group - L'Avventura - Urlo / CGD
- 1995 - Nauplia -Nauplia - Egea Records
- 1995 - Enrico Rava - Rava Carmen - Label Bleu
- 1996 - Maria Pia De Vito - Fore Paese - Polo Sud
- 1997 - Battista Lena -anda Sonora - Label Bleu
- 1998 - Maria Pia De Vito - Phonè - Egea Records
- 1999 - Gianni Coscia - La Bottega - Egea Records
- 1999 - Enrico Rava / Paolo Fresu -Shades Of Chet - VVJ
- 1999 - Battista Lena -Mille Corde - Egea Records
- 2000 - Lanfranco Malaguti - Parole, Parole… - Splasc(h)
- 2000 - Bruno Tommaso -Oltre Napoli, La Notte - DDQ
- 2000 - Battista Lena Trio -Plays - VVJ
- 2002 - Enrico Rava - Play Miles Davis (Live in Montreal) - Label Bleu
- 2002 - Gianni Coscia- La Bancarella - Egea Records
- 2002 - Italian Trumpet Summit -A Night In Berchidda - T I J
- 2002 - Luigi Cinque & THO - Tangerine Cafè - FHME
- 2003 - Fratelli Mancuso - Cantu - Amiata
- 2003 - Gianmaria Testa - Altre Latitudini - Harmonia Mundi
- 2004 - Piero Brega - Come Li Viandanti - Il Manifesto
- 2004 - E. Pieranunzi feat. M. Urbani - Live At The Berlin Jazz Days - Y.V.P
- 2006 - Gianmaria Testa - Da Questa Parte Del Mare - Fandango
- 2007 - Gianni Coscia - Frescobaldi Per Noi - Giotto Music
- 2007 - Danilo Rea - Piano Italiano “Introverso” - L'Espresso